# Walter Pollard
Walter Pollard (* 26. September 1906 in Burnley; † 16. April 1945 ebenda) war ein englischer Fußballspieler. 

## Karriere
Pollard unterschrieb 17-jährig im September 1924 beim FC Burnley einen Profivertrag, nachdem er zuvor in der Burnley Sunday School League auf sich aufmerksam machen konnte. 1929 wechselte der Halbstürmer zu West Ham United und kam hauptsächlich 1932/33, nach dem Abstieg in die Football League Second Division, zu regelmäßigen Einsätzen. In dieser Saison erreichte er mit dem Klub auch das Halbfinale das FA Cups, in welchem man dem FC Everton mit 1:2 unterlag. 
1933 wechselte Pollard in die französische Division 1, wo er sich dem FC Sochaux anschloss. Nach einem Jahr kehrte er wieder nach England zurück, weil er mit dem „gallischen Temperament“ nicht zurechtkam und wohl auch weil in Frankreichs Profiklasse ab der Saison 1934/35 die maximal erlaubte Anzahl an Ausländern pro Mannschaft auf drei reduziert wurde. Nach einer Saison in der zweiten Liga beim FC Southampton ließ er seine Karriere bei Brighton & Hove Albion ausklingen. Er fand eine Anstellung im Elektrizitätswerk von Ilford und betreute die dortige Werksmannschaft als Trainer. Er starb 1945 an einem Herzinfarkt.